# Cystiscus politus
Cystiscus politus är en snäckart som först beskrevs av Carpenter 1857.  Cystiscus politus ingår i släktet Cystiscus och familjen Cystiscidae. Inga underarter finns listade i Catalogue of Life.